# 624 Хектор
624 Хектор (енгл. 624 Hektor) је Јупитеров тројански астероид са пречником од приближно 225 .
Афел астероида је на удаљености од 5,353 астрономских јединица (АЈ) од Сунца, а перихел на 5,119 АЈ.
Ексцентрицитет орбите износи 0,022, инклинација (нагиб) орбите у односу на раван еклиптике 18,181 степени, а орбитални период износи 4377,028 дана (11,983 годину).
Апсолутна магнитуда астероида је 7,49 а геометријски албедо 0,025.
Астероид је откривен 10. фебруара 1907. године.